# 엠블랙의 헬로 베이비
《엠블랙의 헬로 베이비》는 KBS joy에서 매주 목요일 밤 12시 10분에 방송되는 5명의 엠블랙 멤버들과 다문화 가정 아기들 3명이 한 가족이 되어 살아가는 과정을 그림으로써 다문화 가정에 대한 이해와 가족의 개념에 대한 한 층 포괄적인 의미를 재발견하게 하고자 하는 성장 프로그램이다. 2012년 1월 19일에 첫 방영을 시작했다.
5명의 모든 멤버들이 윤다영, 로렌 하나 런드, 레시퐁 레오의 아빠들이 되어 직접 아이를 돌보며 우리와 다른 민족, 다른 문화적 배경을 가진 아기들과 부딪치게 되면서 그속에서 오해-갈등-화해-소통하는 과정을 리얼하게 그려내고 껴안아야 할 다문화 가정에 대해 생각해 볼 수 있는 계기를 만들고 있다.

## 출연진
- 엠블랙: 아빠
- 윤다영(여) 베트남 다문화둥이 (2008년 3월 17일생): 아기
- 로렌 하나 런드(여) 캐나다 다문화둥이 (2008년 5월생): 아기
- 레시퐁 레오(남) 프랑스 다문화둥이 (2008년 9월 7일생): 아기

## 같이 보기
- 소녀시대의 헬로 베이비 (2009년)
- 샤이니의 헬로 베이비 (2010년)
- 티아라의 헬로 베이비 (2010년~2011년)
- 슈퍼주니어와 씨스타의 헬로 베이비 (2011년)
- B1A4의 헬로 베이비 (2012년)
- 보이프렌드의 헬로 베이비 (2013년)

| 케이비에스 조이의 성장 프로그램   |                           |                    |
| 전작                              | 현작 엠블랙의 헬로 베이비 | 후작               |
| 슈퍼주니어와 씨스타의 헬로 베이비 | 현작 엠블랙의 헬로 베이비 | B1A4의 헬로 베이비 |
|                                   |                           |                    |
|                                   |                           |                    |